# 鎌田裕也
鎌田 裕也（かまた ゆうや、1990年5月11日 - ）は、福島県出身のバスケットボール選手である。ポジションはパワーフォワード。越谷アルファーズに所属している。

## 経歴
12歳でバスケットボールを始めた。湯本高校から大東文化大学現代経済学科に進学、2011年、2012年にインカレでベスト8になった。2011年7月にバスケットボール男子日本代表に選出され、同年8月に台湾で行われたウィリアム・ジョーンズカップに出場した。
2012年5月、日韓学生バスケットボール競技大会の代表メンバーに選ばれた。
2013年、大学を卒業し、東芝ブレイブサンダース神奈川に加入した。2013-2014シーズン、ベンチメンバーとして大西崇範とともに、ニック・ファジーカスの交代要員として、8年ぶりのリーグ優勝に貢献した。
2017年、引退したジュフ磨々道に代わりオンザコート１時のインサイドを任され、主にディフェンスで貢献する。
主にインサイドで身体を張ったディフェンスをし、相手の外国籍選手を抑える役割を果たす。また、その身体の幅を生かしたスクリーンで味方をフリーにする等、アンセルフィッシュな「縁の下の力持ち」。自ら得点を取る場面もあり、ピック&ポップでのミドルシュートや、あまり打たないがスリーポイント等を放つ。
2020年、仙台89ERSに移籍。
2021年、川崎ブレイブサンダースに復帰。
2025年、越谷アルファーズに移籍。

## 記録
| シーズン    | チーム     | GP | GS | MPG  | FG%  | 3P%  | FT%  | RPG | APG | SPG | BPG | TO  | PPG |
| ----------- | ---------- | -- | -- | ---- | ---- | ---- | ---- | --- | --- | --- | --- | --- | --- |
| NBL 2013-14 | 東芝神奈川 | 49 |    | 9.0  | .420 | .182 | .762 | 1.0 | 0.4 | 0.1 | 0.3 | 0.4 | 1.8 |
| NBL 2014-15 | 東芝神奈川 | 53 |    | 10.5 | .469 | .000 | .611 | 1.0 | 0.2 | 0.2 | 0.1 | 0.2 | 1.9 |
| NBL 2015-16 | 東芝神奈川 | 24 |    | 5.3  | .481 | .000 | .000 | 0.6 | 0.1 | 0   | 0.0 | 0.3 | 1.1 |
| B1 2016-17  | 川崎       |    |    |      |      | 1.0  |      |     |     |     |     |     |     |